# Tân Hòa, Cần Thơ
Tân Hòa là một xã thuộc thành phố Cần Thơ, Việt Nam.

## Địa lý
Xã Tân Hòa có vị trí địa lý:
- Phía đông giáp xã Nhơn Ái
- Phía tây giáp xã Vị Thanh 1
- Phía nam giáp xã Tân Bình và xã Thạnh Xuân
- Phía bắc giáp xã Trường Long và xã Trường Long Tây.

Xã Tân Hòa có diện tích 58,60 km², dân số năm 2024 là 50.989 người, mật độ dân số đạt 870 người/km².

## Lịch sử
Ngày 20 tháng 9 năm 1975, Bộ Chính trị ban hành Nghị quyết số 245-NQ/TW về việc hợp nhất tỉnh Cần Thơ (ngoại trừ huyện Thốt Nốt), tỉnh Sóc Trăng, tỉnh Trà Vinh, tỉnh Vĩnh Long thành một tỉnh, tên gọi tỉnh mới cùng với nơi đặt tỉnh lỵ sẽ do địa phương đề nghị lên.
Ngày 20 tháng 12 năm 1975, Bộ Chính trị ban hành Nghị quyết số 19/NQ về việc hợp nhất tỉnh Cần Thơ (bao gồm cả huyện Thốt Nốt của tỉnh Long Xuyên), tỉnh Sóc Trăng thành một tỉnh mới, tên gọi tỉnh mới cùng với nơi đặt tỉnh lỵ sẽ do địa phương đề nghị lên.
Ngày 24 tháng 2 năm 1976, Chính phủ Cách mạng lâm thời Cộng hòa miền Nam Việt Nam ban hành Nghị định số 3/NQ/1976 về việc hợp nhất tỉnh Cần Thơ, tỉnh Sóc Trăng và thành phố Cần Thơ thành một tỉnh mới, lấy tên là tỉnh Hậu Giang.
Ngày 15 tháng 9 năm 1981, Hội đồng Bộ trưởng ban hành Quyết định số 70-HĐBT về việc chia xã Tân Hòa thuộc huyện Châu Thành, tỉnh Hậu Giang thành xã Tân Hòa và xã Tân Thuận.
Ngày 26 tháng 12 năm 1991, Quốc hội ban hành Nghị quyết về việc chia tỉnh Hậu Giang thành tỉnh Cần Thơ và tỉnh Sóc Trăng.
Ngày 6 tháng 11 năm 2000, Chính phủ ban hành Nghị định số 64/2000/NĐ-CP về việc:
- Tái lập huyện Châu Thành A thuộc tỉnh Cần Thơ.
- Chuyển các xã Tân Hòa và Tân Thuận thuộc huyện Châu Thành về huyện Châu Thành A mới thành lập quản lý.

Ngày 12 tháng 5 năm 2003, Chính phủ ban hành Nghị định số 48/2003/NĐ-CP về việc thành lập thị trấn Một Ngàn – thị trấn huyện lỵ huyện Châu Thành A trên cơ sở điều chỉnh 433 ha diện tích tự nhiên, 4.124 nhân khẩu của xã Tân Thuận và 297 ha diện tích tự nhiên, 2.632 nhân khẩu của xã Nhơn Nghĩa A.
Sau khi điều chỉnh địa giới hành chính:
- Thị trấn Một Ngàn có 730 ha diện tích tự nhiên và 6.756 nhân khẩu.
- Xã Nhơn Nghĩa A còn lại 1.543 ha diện tích tự nhiên và 11.301 nhân khẩu.
- Xã Tân Thuận còn lại 1.578 ha diện tích tự nhiên và 7.627 nhân khẩu.

Ngày 26 tháng 11 năm 2003, Quốc hội ban hành Nghị quyết số 22/2003/QH11 về việc:
- Chia tỉnh Cần Thơ thành thành phố Cần Thơ trực thuộc trung ương và tỉnh Hậu Giang.
- Chuyển thị trấn Một Ngàn và 2 xã: Nhơn Nghĩa A, Tân Hòa thuộc huyện Châu Thành A, tỉnh Hậu Giang mới thành lập quản lý.

Ngày 24 tháng 8 năm 2009, Chính phủ ban hành Nghị quyết số 37/NQ-CP về việc:
- Thành lập thị trấn Bảy Ngàn thuộc huyện Châu Thành A trên cơ sở điều chỉnh 1.302,64 ha diện tích tự nhiên và 11.990 nhân khẩu của xã Tân Hòa.
- Điều chỉnh 441,18 ha diện tích tự nhiên và 3.274 nhân khẩu còn lại của xã Tân Hòa vào toàn bộ 1.578,52 ha diện tích tự nhiên và 11.747 nhân khẩu của xã Tân Thuận quản lý và được lấy tên là xã Tân Hòa.

Xã Tân Hòa có 2.019,7 ha diện tích tự nhiên và 11.747 nhân khẩu.
Ngày 11 tháng 7 năm 2019, HĐND tỉnh Hậu Giang ban hành Nghị quyết số 11/2019/NQ-HĐND về việc sáp nhập ấp Nhơn Lộc thuộc thị trấn Một Ngàn vào ấp Nhơn Xuân.
Tính đến ngày 31/12/2024:
- Thị trấn Bảy Ngàn có 7 ấp: 2A, 2B, 3A, 3B, 4A, 4B, Thị Tứ.
- Thị trấn Một Ngàn có 6 ấp: 1A, 1B, Nhơn Thuận 1A, Nhơn Xuân, Tân Lợi, Thị Tứ.
- Xã Nhơn Nghĩa A có 9 ấp: Nhơn Hòa, Nhơn Ninh, Nhơn Phú, Nhơn Phú 1, Nhơn Phú 2, Nhơn Thọ, Nhơn Thuận 1, Nhơn Thuận 1A, Nhơn Thuận 1B.
- Xã Tân Hòa có 8 ấp: 1A, 1B, 2A, 2B, 3A, 3B, 4B, 5B.

Ngày 12 tháng 6 năm 2025, Quốc hội ban hành Nghị quyết số 202/2025/QH15 về việc sắp xếp đơn vị hành chính cấp tỉnh (nghị quyết có hiệu lực từ ngày 12 tháng 6 năm 2025). Theo đó, sáp nhập tỉnh Hậu Giang và tỉnh Sóc Trăng vào thành phố Cần Thơ.
Ngày 16 tháng 6 năm 2025:
- Quốc hội ban hành Nghị quyết số 203/2025/QH15[14] về việc Sửa đổi, bổ sung một số điều của Hiến pháp nước Cộng hòa xã hội chủ nghĩa Việt Nam. Theo đó, kết thúc hoạt động của đơn vị hành chính cấp huyện trong cả nước từ ngày 1 tháng 7 năm 2025.
- Ủy ban Thường vụ Quốc hội ban hành Nghị quyết số 1668/NQ-UBTVQH15[15] về việc sắp xếp các đơn vị hành chính cấp xã của thành phố Cần Thơ năm 2025 (nghị quyết có hiệu lực từ ngày 16 tháng 6 năm 2025). Theo đó, sáp nhập toàn bộ 8,21 km² diện tích tự nhiên, quy mô dân số là 8.216 người của thị trấn Một Ngàn; toàn bộ 14,10 km² diện tích tự nhiên, quy mô dân số là 14.136 người của thị trấn Bảy Ngàn; toàn bộ 15,97 km² diện tích tự nhiên, quy mô dân số là 12.975 người của xã Nhơn Nghĩa A vào toàn bộ diện tích tự nhiên 20,32 km², quy mô dân số là 15.662 người của xã Tân Hòa thuộc huyện Châu Thành A, tỉnh Hậu Giang.

Xã Tân Hòa có 58,60 km² diện tích tự nhiên và quy mô dân số là 50.989 người.

## Giao thông
Xã Tân Hòa có quốc lộ 61B chạy qua.